# Vucherens
Vucherens – miejscowość i gmina (commune) w zachodniej Szwajcarii, w kantonie Vaud, w okręgu (district) Broye-Vully. Leży nad rzeką Bressonne.

## Demografia
W Vucherens mieszka 6219 osób. W 2021 roku 16,7% populacji gminy stanowiły osoby urodzone poza Szwajcarią. 

## Transport
Przez teren gminy przebiegają drogi główne nr 1 i nr 140. 